# Booker T. & the M.G.’s
Booker T. & the M.G.’s war eine US-amerikanische Soul- und R&B-Band, die durch ihre Instrumentalhits Anfang der 1960er Jahre bekannt wurde, aber auch als Sessionband für viele Interpreten des unabhängigen Plattenlabels Stax Records fungierte.

## Entstehungsgeschichte
Namensgeber war Booker T. Jones, Jr., während über die Abkürzung „MG’s“, die sich tatsächlich auf die britische Automarke MG bezog, einige Zeit Unsicherheit bestand. Booker T. & the MG‘s rekrutierten sich im Mai 1962 größtenteils aus der Studioband The Mar-Keys; bis auf die fehlende Bläsersektion („Memphis Horns“) und den Posten des Schlagzeugers waren sie mit dieser Band identisch. Ihre anfängliche Besetzung bestand demnach aus Booker T. Jones (Orgel, * 12. November 1944), Steve „The Colonel“ Cropper (Gitarre, * 21. Oktober 1941), Lewie Steinberg (Bass, * 13. September 1933; † 21. Juli 2016) und Al Jackson, Jr. (Schlagzeug, * 27. November 1935; † 1. Oktober 1975). Bald wurde Steinberg durch Donald „Duck“ Dunn (* 24. November 1941, † 13. Mai 2012) am Bass ersetzt.

## Eigene Hits

Plattenlabel der Single Green Onions

Im Mai 1962 war Booker T. & the MG’s als Studioband für den bei Sun Records unter Vertrag stehenden Rockabilly-Sänger Billy Lee Riley vorgesehen. Als dieser nicht zum gebuchten Studiotermin erschien, nutzte die Band die Zeit, um zwei eigene Instrumentalaufnahmen einzuspielen. Der Song Behave Yourself stand frühzeitig als A-Seite fest, denn für die B-Seite lag weder ein Titel noch die komplette Instrumentierung vor. Booker T. Jones und Steve Cropper entwickelten hierfür sukzessive ein Riff, an das sie sich erinnerten. Innerhalb von 30 Minuten wurde es verfeinert und für die anderen Instrumente arrangiert. Nach zwei Takes war ein Instrumentalstück komplettiert, das heute als Green Onions bekannt ist. Die Veröffentlichung erfolgte als Behave Yourself / Green Onions noch im Mai 1962 auf Volt #102. Nach Intervention des Produzenten Jerry Wexler vom Vertriebspartner Atlantic Records erschien die Single nochmals beim Mutterlabel Stax Records (#127) im August 1962 in umgekehrter Seitenfolge. Diese Umstellung führte zu einem enormen Erfolg der Platte, die für 4 Wochen auf Rang 1 der R&B-Charts stand und in den Popcharts bis auf Rang 3 vordringen konnte. Darin wurde der Verkaufserfolg reflektiert, denn Green Onions verkaufte innerhalb weniger Monate 700.000 Exemplare, insgesamt über 1 Million bis zum Jahresende 1967. Nach diesem Erfolg kam Donald „Duck“ Dunn (* 24. November 1941; † 13. Mai 2012) für Lewie Steinberg im August 1962 erstmals bei der LP Green Onions als neuer Bassist zum Einsatz.
Zwar folgte noch eine Vielzahl ähnlicher Instrumentalhits der Gruppe, doch nur wenige konnten die Top 10 der R&B-Charts erreichen. Dazu gehörten Boot-Leg (Rang 10, Mai 1965), Hip Hug-Her (Rang 6, April 1967), Soul-Limbo (Rang 7, Juli 1968) und Time is Tight (Rang 7, April 1969). Im März 1967 nahm die Instrumentalband wie The Mar-Keys an der „Stax/Volt-Revue“, einer Europatournee der Soulinterpreten dieser Labels, teil. Ihre teilweise in den Jazz hineinreichenden, stark synkopierten Instrumentationen von Popsongs sind auf der LP Doin‘ Our Thing (aufgenommen am 2. Februar 1968) exemplarisch enthalten.

## Sessionband
Viel erfolgreicher war ihr Einsatz als Sessionband in Form einer Rhythmusgruppe für viele Soulinterpreten von Stax Records. Sie begleiteten insbesondere Rufus Thomas (Single Walkin‘ the Dog; Oktober 1963), Otis Redding (ab 16. Januar 1964; LP Pain in My Heart), Wilson Pickett (insbesondere In the Midnight Hour; 12. Mai 1965), Don Covay & Goodtimers (See Saw; 30. Juni 1965), Sam & Dave (Hold On, I’m Coming; 8. März 1966), Eddie Floyd (Knock on Wood; 13. Juli 1966), Albert King (Born Under a Bad Sign; 17. Mai 1967) oder Johnnie Taylor (insbesondere bei der LP Who’s Making Love, Mai und Oktober 1967 und Juni und November 1968). Meist wurden die MG’s noch um die „Memphis Horns“ ergänzt. Auch hierdurch prägte Booker T. & the MG’s den Memphis-Sound durch vom Bassgitarristen vorgegebene klare Rhythmusakzente, sparsame, fast abrupte Orgelriffs und staccatoartige Gitarrenkürzel.

## Endphase
Die erste Generation von Booker T. & the MG’s bestand fast 10 Jahre bis 1971, als sie nach ihrer LP Melting Pot auseinandergingen. Ohne ihren Namensgeber erschien als „The MG’s“ noch im Oktober 1971 die Single Jamaica This Morning. Im September 1975 trat die Gruppe in ihrer ursprünglichen Besetzung wieder zusammen, nunmehr klarstellend als Booker T. Jones & the Memphis Group. Aber bereits am 1. Oktober 1975 war diese Band wieder Geschichte, als Al Jackson zuhause von einem Einbrecher erschossen wurde. Seit 1977 versucht die Gruppe mit Willie Hall von The Bar-Kays als neuem Schlagzeuger ein Comeback, insbesondere in Oldie-Shows. 1978 kamen Dunn, Cropper und Hall für den Kinofilm Blues Brothers zusammen. 1990 gingen Jones, Cropper und Dunn auf eine Nostalgietournee, begleiteten Neil Young 1993 als Tourband und nahmen danach auch wieder eigene Platten auf – mit großem Erfolg: Ihr am 17. Mai 1994 veröffentlichter Song Cruisin’ gewann 1994 den Grammy als beste Instrumentalsingle des Jahres. Am 21. April 2009 veröffentlichte Booker T. in Zusammenarbeit mit der Band Drive-By Truckers und mit Neil Young an der Gitarre ein neues Album, Potato Hole. 1992 wurde die Band in die Rock and Roll Hall of Fame aufgenommen und 2007 erhielt sie den Lifetime Achievement Grammy Award. Der Rolling Stone listete die Band auf Rang 93 der 100 größten Musiker aller Zeiten. Am 13. Mai 2012 verstarb Bassist Donald Dunn nach einem Konzert in Japan im Schlaf.

## Diskografie

### Studioalben
| Jahr | Titel Musiklabel Katalog-Nr.   | Höchstplatzierung, Gesamtwochen, AuszeichnungChartplatzierungen (Jahr, Titel, Musiklabel Katalog-Nr., Platzierungen, Wochen, Auszeichnungen, Anmerkungen) | Höchstplatzierung, Gesamtwochen, AuszeichnungChartplatzierungen (Jahr, Titel, Musiklabel Katalog-Nr., Platzierungen, Wochen, Auszeichnungen, Anmerkungen) | Höchstplatzierung, Gesamtwochen, AuszeichnungChartplatzierungen (Jahr, Titel, Musiklabel Katalog-Nr., Platzierungen, Wochen, Auszeichnungen, Anmerkungen) | Anmerkungen |
| Jahr | Titel Musiklabel Katalog-Nr.   | UK | US | R&B | Anmerkungen |
| ---- | ------------------------------ | --- | --- | --- | --- |
| 1963 | Green Onions Stax 701          | UK11 (4 Wo.)UK | US33 (17 Wo.)US | — | Erstveröffentlichung: 29. September 1962 Instrumentalalbum Produzent: Jim Stewart                                                  |
| 1966 | And Now! Stax 711              | — | — | R&B18 (6 Wo.)R&B | Erstveröffentlichung: November 1966 Instrumentalalbum Produzent: Jim Stewart                                                       |
| 1967 | Hip Hug-Her Stax 717           | — | US35 (29 Wo.)US | R&B4 (18 Wo.)R&B | Erstveröffentlichung: 23. Mai 1967 Instrumentalalbum Produzent: Jim Stewart                                                        |
| 1968 | Doin’ Our Thing Stax 724       | — | US176 (4 Wo.)US | R&B17 (26 Wo.)R&B | Erstveröffentlichung: März 1968 Instrumentalalbum Produzenten: Booker T. & the M. G.’s                                             |
| 1968 | Soul Limbo Stax 2001           | — | US127 (9 Wo.)US | R&B14 (12 Wo.)R&B | Erstveröffentlichung: September 1968 Instrumentalalbum Produzenten: Booker T. & the M. G.’s                                        |
| 1969 | UpTight (Soundtrack) Stax 2006 | — | US98 (27 Wo.)US | R&B7 (31 Wo.)R&B | Erstveröffentlichung: Januar 1969 Instrumentalalbum / Soundtrack Produzent: Booker T. Jones                                        |
| 1969 | The Booker T. Set Stax 2009    | — | US53 (18 Wo.)US | R&B10 (19 Wo.)R&B | Erstveröffentlichung: Mai 1969 Instrumentalalbum Produzenten: Booker T. & the M. G.’s                                              |
| 1970 | McLemore Avenue Stax 2027      | UK70 (1 Wo.)UK | US107 (15 Wo.)US | R&B19 (18 Wo.)R&B | Erstveröffentlichung: April 1970 Instrumentalalbum Coverversion des Beatles-Albums Abbey Road Produzenten: Booker T. & the M. G.’s |
| 1971 | Melting Pot Stax 2035          | — | US43 (38 Wo.)US | R&B2 (38 Wo.)R&B | Erstveröffentlichung: Januar 1971 Instrumentalalbum Produzenten: Booker T. & the M. G.’s                                           |
| 1974 | The MG’s Stax                  | — | — | R&B56 (4 Wo.)R&B | Erstveröffentlichung: Februar 1974 als The MG’s Produzenten: Donald „Duck“ Dunn, Al Jackson, Jr.                                   |
| 1977 | Universal Language Asylum 1093 | — | — | R&B59 (2 Wo.)R&B | Erstveröffentlichung: Juli 1977 Instrumentalalbum Produzenten: Booker T. & the M. G.’s, Tom Dowd                                   |

grau schraffiert: keine Chartdaten aus diesem Jahr verfügbar
Weitere Studioalben
- 1965: Soul Dressing (Stax 705)
- 1966: In the Christmas Spirit (Stax 713)
- 1976: Union Extended (Stax 1045)
- 1994: That’s the Way It Should Be (Columbia 53307)

### Livealben
| Jahr | Titel Musiklabel Katalog-Nr. | Höchstplatzierung, Gesamtwochen, AuszeichnungChartsChartplatzierungen (Jahr, Titel, Musiklabel Katalog-Nr., Platzierungen, Wochen, Auszeichnungen, Anmerkungen) | Anmerkungen                                                                                                   |
| Jahr | Titel Musiklabel Katalog-Nr. | US | Anmerkungen                                                                                                   |
| ---- | ---------------------------- | --- | --- |
| 1967 | Back to Back Stax 720        | US98 (4 Wo.)US | Erstveröffentlichung: Juli 1967 mit The Mar-Keys Aufnahme: Olympic Theatre Paris, 1967 Produzent: Jim Stewart |

### Kompilationen
| Jahr | Titel Musiklabel Katalog-Nr.                     | Höchstplatzierung, Gesamtwochen, AuszeichnungChartplatzierungen (Jahr, Titel, Musiklabel Katalog-Nr., Platzierungen, Wochen, Auszeichnungen, Anmerkungen) | Höchstplatzierung, Gesamtwochen, AuszeichnungChartplatzierungen (Jahr, Titel, Musiklabel Katalog-Nr., Platzierungen, Wochen, Auszeichnungen, Anmerkungen) | Höchstplatzierung, Gesamtwochen, AuszeichnungChartplatzierungen (Jahr, Titel, Musiklabel Katalog-Nr., Platzierungen, Wochen, Auszeichnungen, Anmerkungen) | Anmerkungen                         |
| Jahr | Titel Musiklabel Katalog-Nr.                     | UK | US | R&B | Anmerkungen                         |
| ---- | ------------------------------------------------ | --- | --- | --- | ----------------------------------- |
| 1968 | The Best of Booker T. & the M.G.’s Atlantic 8202 | — | US167 (11 Wo.)US | — | Erstveröffentlichung: November 1968 |
| 1969 | Greatest Hits Stax 2033                          | — | US132 (8 Wo.)US | R&B18 (13 Wo.)R&B | Erstveröffentlichung: November 1970 |

Weitere Kompilationen
- 1986: The Best of Booker T. & the M.G.’s (Stax 60004)
- 1993: Groovin’ (Atlantic / Rhino 71234)
- 1994: The Very Best of Booker T. & the M.G.’s (Rhino 71738)
- 1998: Time Is Tight (Box mit 3 CDs; Stax 4424-2)
- 2000: Green Onions and Other Hits (Flashback 79976)
- 2003: Stax Instrumentals (mit The Mar-Keys; Stax 68092)
- 2003: Soul Men (Stax 86102)
- 2006: The Definitive Soul Collection (2 CDs; Atlantic / Rhino 77660)
- 2006: Stax Profiles (Stax 86152)
- 2007: The Very Best of Booker T. & the M.G.’s (Stax 30293)
- 2012: Original Album Series (Box mit 5 CDs; Rhino 81227 97254)

### Singles
| Jahr | Titel Album                                  | Höchstplatzierung, Gesamtwochen, AuszeichnungChartplatzierungen (Jahr, Titel, Album, Platzierungen, Wochen, Auszeichnungen, Anmerkungen) | Höchstplatzierung, Gesamtwochen, AuszeichnungChartplatzierungen (Jahr, Titel, Album, Platzierungen, Wochen, Auszeichnungen, Anmerkungen) | Höchstplatzierung, Gesamtwochen, AuszeichnungChartplatzierungen (Jahr, Titel, Album, Platzierungen, Wochen, Auszeichnungen, Anmerkungen) | Höchstplatzierung, Gesamtwochen, AuszeichnungChartplatzierungen (Jahr, Titel, Album, Platzierungen, Wochen, Auszeichnungen, Anmerkungen) | Anmerkungen |
| Jahr | Titel Album                                  | DE | UK | US | R&B | Anmerkungen |
| ---- | -------------------------------------------- | --- | --- | --- | --- | --- |
| 1962 | Green Onions                                 | — | UK7 Gold · (12 Wo.)UK | US3 Gold · (16 Wo.)US | R&B1 (15 Wo.)R&B | Erstveröffentlichung: Mai 1962 Grammy Hall of Fame Charteintritt in UK erst im Dezember 1979 Autoren: Booker T. Jones, Steve Cropper, Lewie Steinberg, Al Jackson, Jr. |
| 1962 | Jellybread Soul Dressing                     | — | — | US82 (5 Wo.)US | — | Erstveröffentlichung: Dezember 1962 Autor: Booker T. Jones |
| 1963 | Chinese Checkers Soul Dressing               | — | — | US78 (7 Wo.)US | — | Erstveröffentlichung: 17. Juni 1963 Autoren: Booker T. Jones, Steve Cropper, Lewie Steinberg, Al Jackson, Jr.                                                          |
| 1964 | Mo-Onions Green Onions                       | — | — | US97 (3 Wo.)US | — | Erstveröffentlichung: Dezember 1963 Autoren: Booker T. Jones, Steve Cropper, Lewie Steinberg, Al Jackson, Jr.                                                          |
| 1964 | Tic-Tac-Toe Soul Dressing                    | — | — | — | R&B46 (2 Wo.)R&B | B-Seite von Mo-Onions Autoren: Booker T. Jones, Steve Cropper, Lewie Steinberg, Donald „Duck“ Dunn                                                                     |
| 1964 | Soul Dressing                                | — | — | US95 (2 Wo.)US | — | Erstveröffentlichung: Juli 1964 Autoren: Booker T. Jones, Steve Cropper, Lewis Steinberg, Al Jackson, Jr.                                                              |
| 1965 | Boot-Leg The Best of Booker T. & the M. G.’s | — | — | US58 (10 Wo.)US | R&B10 (8 Wo.)R&B | Erstveröffentlichung: 13. April 1965 Autoren: Booker T. Jones, Charles Axton, Isaac Hayes, Donald „Duck“ Dunn                                                          |
| 1966 | My Sweet Potato And Now!                     | — | — | US85 (5 Wo.)US | R&B18 (11 Wo.)R&B | Erstveröffentlichung: 27. Juli 1966 Autoren: Booker T. Jones, Steve Cropper, Donald „Duck“ Dunn, Al Jackson, Jr.                                                       |
| 1966 | Booker-Loo Back to Back                      | — | — | — | R&B37 (5 Wo.)R&B | B-Seite von My Sweet Potato Autoren: Booker T. Jones, Steve Cropper, Donald „Duck“ Dunn, Al Jackson, Jr.                                                               |
| 1967 | Hip Hug-Her                                  | — | — | US37 (13 Wo.)US | R&B6 (15 Wo.)R&B | Erstveröffentlichung: 21. Februar 1967 Autoren: Booker T. Jones, Steve Cropper, Donald „Duck“ Dunn, Al Jackson, Jr.                                                    |
| 1967 | Slim Jenkin’s Place Hip Hug-Her              | — | — | US70 (5 Wo.)US | — | B-Seite von Groovin’ Autoren: Booker T. Jones, Steve Cropper, Donald „Duck“ Dunn, Al Jackson, Jr.                                                                      |
| 1967 | Groovin’ Hip Hug-Her                         | — | — | US21 (12 Wo.)US | R&B10 (10 Wo.)R&B | Erstveröffentlichung: 12. Juni 1967 Autoren: Felix Cavaliere, Eddie Brigati Original:The Young Rascals, 1967                                                           |
| 1968 | Soul-Limbo Soul Limbo                        | — | UK30 (9 Wo.)UK | US17 Gold · (10 Wo.)US | R&B7 (12 Wo.)R&B | Erstveröffentlichung: Juni 1968 Autoren: Booker T. Jones, Steve Cropper, Donald „Duck“ Dunn, Al Jackson, Jr.                                                           |
| 1968 | Hang ’Em High Soul Limbo                     | — | — | US9 (18 Wo.)US | R&B35 (10 Wo.)R&B | Erstveröffentlichung: Oktober 1968 Titellied des Films Hängt ihn höher Autor und Original: Dominic Frontiere, 1968                                                     |
| 1969 | Time Is Tight UpTight (Soundtrack)           | DE31 (4 Wo.)DE | UK4 (18 Wo.)UK | US6 Gold · (13 Wo.)US | R&B7 (10 Wo.)R&B | Erstveröffentlichung: Februar 1969 aus dem Film Up Tight Autor: Booker T. Jones                                                                                        |
| 1969 | Mrs. Robinson The Booker T. Set              | — | — | US37 (8 Wo.)US | R&B35 (5 Wo.)R&B | Erstveröffentlichung: Mai 1969 aus dem Film Die Reifeprüfung Autor: Paul Simon Original: Simon & Garfunkel, 1968                                                       |
| 1969 | Soul Clap ’69 –                              | — | UK35 (4 Wo.)UK | — | — | B-Seite von Mrs. Robinson Autoren: Booker T. Jones, Steve Cropper, Donald „Duck“ Dunn, Al Jackson, Jr.                                                                 |
| 1969 | Slum Baby –                                  | — | — | US88 (4 Wo.)US | R&B46 (2 Wo.)R&B | Erstveröffentlichung: Juli 1969 Autoren: We Three (Bettye Crutcher, Homer Banks, Raymond Jackson)                                                                      |
| 1970 | Something McLemore Avenue                    | — | — | US76 (4 Wo.)US | — | Erstveröffentlichung: Mai 1970 Autor: George Harrison Original: The Beatles, 1969                                                                                      |
| 1971 | Melting Pot                                  | — | — | US45 (16 Wo.)US | R&B21 (9 Wo.)R&B | Erstveröffentlichung: Februar 1971 Autoren: Booker T. Jones, Steve Cropper, Donald „Duck“ Dunn, Al Jackson, Jr.                                                        |
| 1973 | Sugarcane The MG’s                           | — | — | — | R&B67 (8 Wo.)R&B | Erstveröffentlichung: Juni 1973 als The MG’s Autor: David Madden |
| 1977 | Sticky Stuff Universal Language              | — | — | — | R&B68 (5 Wo.)R&B | Erstveröffentlichung: Mai 1977 Autoren: Booker T. Jones, Steve Cropper, Donald Dunn                                                                                    |

Weitere Singles
- 1963: Home Grown
- 1964: Can’t Be Still
- 1965: Be My Lady
- 1966: Jingle Bells / Winter Wonderland
- 1967: Winter Snow
- 1971: The Wedding Song
- 1971: Fuquawi
- 1971: Jamaica This Morning (als The MG’s; Promo)
- 1974: Neckbone (als The MG’s)
- 1977: Grab Bag
- 1993: All Along the Watchtower (Neil Young feat. Booker T. & the M. G.’s)
- 1994: Cruisin’ (Grammy (Beste Instrumentaldarbietung, Pop))
- 2004: Melting Pot (Ritual Session) (Remix: Louie Vega)